# Es-Salam el-gamhury el-masry
Es-Salam el-gamhury el-masry, dawniej Salam Affandina, to hymn państwowy Egiptu w latach 1869–1960. Nie posiadał słów, a muzyka skomponowana została albo przez przesłanki Giuseppego Verdiego, albo przez Giuseppe Pugioliego. To Giuseppe Pugioli skomponował jako pierwszy hymn państwowy Egiptu obowiązującego od XIX wieku do początku lat 60. XX wieku.